# Walter L. Dorn
Walter Louis Dorn (* 29. September 1894 in Rockford, Illinois; † 16. Februar 1961 in New York City) war ein US-amerikanischer Historiker und ziviler Angehöriger des Office of Strategic Services (OSS) und als Leiter der Mitteleuropa-Abteilung des OSS Berater der US-Militärregierung in Deutschland.

## Leben

### Akademische Karriere
Als Sohn einer deutschstämmigen Familie geboren, studierte Walter Louis Dorn Geschichte und Theologie und war von 1923 bis 1928 Hochschullehrer an der University of Chicago und von 1929 bis 1931 an der University of Wisconsin. Von 1931 bis 1956 war er – mit einer kriegsbedingten Unterbrechung von 1940 bis 1947 – Professor für moderne europäische Geschichte an der Ohio State University, seit 1956 an der Columbia University. Sein Spezialgebiet war die preußische Geschichte des 18. Jahrhunderts. Während der 1930er Jahre kam er mehrfach zu Archivforschungen insbesondere im Preußischen Geheimen Staatsarchiv nach Deutschland, teilweise gemeinsam mit seinem Kollegen Eugene N. Anderson.

### Mitarbeiter des Office of Strategic Services und Berater der US-Militärregierung nach 1945
Ab 1940 war Walter L. Dorn Mitarbeiter des Coordinator of Information, aus dem 1942 das OSS wurde. Beim OSS und beim Office of Military Government for Germany (U.S.) (OMGUS) war er für Fragen der Entnazifizierung zuständig und am Aufbau einer Bibliothek für beschlagnahmte NS-Dokumente in Berlin beteiligt. 
Im Rang eines Obersten (später Brigadier general) diente Dorn im Hauptquartier Dwight D. Eisenhowers; er wurde im September 1945 persönlicher Berater von General Clarence Adcock und war 1946/1947 Berater für Entnazifizierungfragen von Lucius D. Clay im OMGUS. In Eisenhowers Auftrag war Dorn beteiligt an der Ernennung von Ministern des Landes Groß-Hessen. Ebenso war Dorn am Aufbau der Bremer Zivilverwaltung beteiligt. So besuchte er Wilhelm Kaisen auf dessen Siedlerstelle und berief ihn in den neugebildeten Senat und zum Präsidenten der neugebildeten Bürgerschaft sowie am 1. August 1945 zum Bremer Bürgermeister.
Im September 1947 kehrte er in die USA zurück und nahm seine Tätigkeit an der Ohio State University wieder auf.

## Schriften (Auswahl)
- Frederic the Great and Lord Bute. In: The Journal of Modern History, Jg. 1, Heft 4 (Dezember 1929), S. 529–560.
- The Prussian Bureaucracy in the 18th Century. In: Political Science Quarterly. Teil I: Jg. 46, Heft 3 (September 1931), S. 403–423; Teil II: Jg. 47, Heft 1 (März 1932), S. 75–94; Teil III: Jg. 47, Heft 2 (Juni 1932), S. 259–273.
- Competition for empire 1740–1763. Harper & Brothers, New York 1940.
- Gesetz zur Befreiung von Nationalsozialismus und Militarismus vom 5. März 1946
- The Debate Over American Occupation Policy in Germany in 1944-1945. In: Political Science Quarterly, Jg. 72, Heft 4 (Dezember 1957), S. 481–501.
- Inspektionsreisen in der US-Zone, (hg. von Lutz Niethammer). Deutsche Verlagsanstalt, Stuttgart 1973.